# Hajtovka
Hajtovka (węg. Hajtóka, ukr. Hajtúvka) – wieś  na Słowacji położona w kraju preszowskim, w powiecie Lubowla.

## Położenie
Położona jest w Kotlinie Lubowelskiej, u pd. podnóży
Gór Lubowelskich, na lewym brzegu Popradu.

## Historia
Powstała w średniowieczu jako wieś przynależna do “państwa” feudalnego z siedzibą na zamku Pławiec. Pierwsza wzmianka o wsi pochodzi z 1427 r., kiedy nazywała się Ayathuagasa i liczyła 6 port. Później występowała ona jako Hajtuska, Hajtuvka (1773), Hajtuvky (1920), Hajtovka (1927). W 1787 r. miała 27 domów i 196 mieszkańców, a w roku 1828 35 domów i 271 mieszkańców. W XX w. liczba mieszkańców zaczęła spadać i w 1979 r. wynosiła już tylko ok. 160.
Mieszkańcy zajmowali się zawsze rolnictwem i hodowlą. Po II wojnie światowej grunty zostały scalone i zagospodarowane przez spółdzielnię rolniczą. Nadwyżka siły roboczej pracuje głównie w Starej Lubowli.
Na terenie wsi szereg interesujących wapiennych formacji skalnych, należących do Pienińskiego Pasa Skałkowego, o nazwach Čertova skala, Kotličné skaly, Lipná, Opálená, Skalky.